# 이치부역
이치부역(일본어: 一分駅)은 일본 나라현 이코마시에 위치한 긴키 닛폰 철도 이코마 선의 철도역이다. 역 번호는 G 19이며, 상대식 승강장 2면 2선의 구조를 갖춘 고가역이다.

## 타는 곳
| 1 | G 이코마 선 | 하행 | 오지 방면                                                          |
| 2 | G 이코마 선 | 상행 | 이코마 · 오사카난바 · 나라 · 교토 · 아마가사키 · 고베산노미야 방면 |

## 이용 현황
- 2005년 11월 8일 : 5,363명
- 2008년 11월 18일 : 5,336명
- 2010년 11월 9일 : 5,248명
- 2012년 11월 13일 : 5,444명
- 2015년 11월 10일 : 5,418명

## 역 주변
- 국도 제168호선
- 사쓰키다이 주택지

## 인접 역
| 긴키 닛폰 철도 이코마 선 | 긴키 닛폰 철도 이코마 선 | 긴키 닛폰 철도 이코마 선   |
| ------------------------ | ------------------------ | -------------------------- |
| G18 나바타 이코마 방면   | G 이코마 선              | 미나미이코마 G20 오지 방면 |